# Самоанська криза
Самоанська криза (англ. Samoan crisis, нім. Konflikt um Samoa) — військовий конфлікт, що відбувся між США та Німецькою імперією на островах Самоа у 1887—1889 роках. Криза був частиною громадянської війни у Самоа 1886—1894 років, що закінчилась поділом архіпелагу між обома державами.

## Хід подій
У другій половині XIX століття архіпелаг Самоа попав у сферу інтересів трьох великих імперій: США, Великої Британії та Німеччини. Держави організовували провокації на островах, намагаючись привести до влади лояльного до певної країни вождя. Врешті решт у 1887 році була організована Берлінська конференція для вирішення конфлікту.

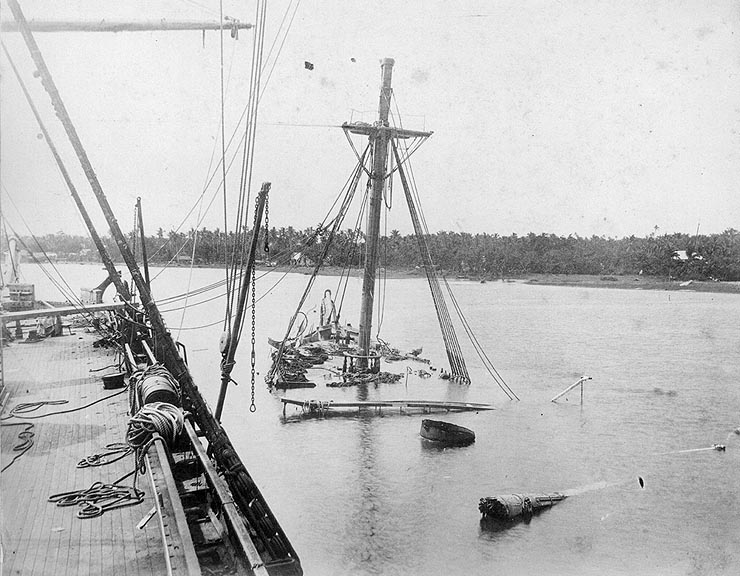
Затонула «Вандалія». Фото зроблене з борта «Трентона»

Поки йшли переговори на Берлінській конференції, обстановка на Самоа ставала все більш напруженою. Оскільки дії німецьких збройних сил і прогермански налаштованих остров'ян створювали реальну загрозу життю і майну американських підданих, уряд Сполучених Штатів направив командувачу Тихоокеанської ескадри припис. У ньому містилася вказівка забезпечити захист державних інтересів на Самоа, для чого слід було послати в цей район крейсер «Трентон» (USS Trenton). Корабель під командуванням контр-адмірала Кімберлі прибув в Апіа до середини березня 1887 року. Тут вже знаходились американські кораблі «Вандалія» (USS Vandalia) та «Ніпсік» (USS Nipsic). Також у порту розташовувались три німецьких кораблі: «Адлер» (SMS Adler), «Ольга» (SMS Olga) та «Ебер» (SMS Eber); та британський корвет «Каліопа» (HMS Calliope), що здійснював спостережну місію.
Кораблі стояли у бойовій готовності два тижня. 15 березня на Самоа налетів потужний ураган. Капітанам потрібно було вивести судна з бухти у безпечне відкрите море. Проте ніхто не захотів залишати бойовий посту у затоці Апіа, лише капітан британського корвета «Калліопа» вивів судно з бухти. Від урагану затонули німецькі «Ебер» та «Адлер» та американський «Вандалія», а судна «Ольга», «Ніпсік» та «Трентон» викинуло на мілину.

### Втрати
- «Трентон» (США) — розбитий, 1 загиблий.
- «Ніпсік» (США) — викинутий на мілину, надалі відремонтований, 8 загиблих.
- «Вандалія» (США) — розбитий, 43 загиблих.
- «Калліопа» (Англія) — вцілів, жертв немає.
- «Ольга» (Німеччина) — викинутий на мілину, надалі відремонтований, жертв немає.
- «Ебер» (Німеччина) — затонув, 73 загиблих.
- «Адлер» (Німеччина) — затонув, 20 загиблих.
- Шість торгових судна — затонули, більше 200 загиблих.

## Результат
Після загибелі кораблів в бухті Апіа, політикам вдалося зібратися на Берлінській конференції у 1889 році та домовитись про долю Самоа. Велика Британія відмовилась від претензій на острови на користь інших територій в Тихому океані. Королем Самоа став проамериканський Маліетоа. США та Німеччина встановили спільний протекторат над островами. Проте таке управління було малоефективним. Почалась нова громадянська війна між попереднім ставлеником Німеччини королем Матаафа та діючим королем. Тоді вирішено розділити Самоа на дві частини: західне Німецьке Самоа та східне Американське Самоа.
Німецьке Самоа під час Першої світової війни, захопила Нова Зеландія. Після Другої світової війни ООН надала Новій Зеландії мандат на управління Західним Самоа. У 1962 році колонія отримала незалежність, ставши державою Самоа. Східна частина, яка називається Американське Самоа, досі належить США та має статус території, що не входить до складу США, але знаходиться у веденні Департаменту островів МВС США.